# Selong District
Selong District (indonesiska: Kecamatan Selong) är ett distrikt i Indonesien.   Det ligger i kabupatenet Kabupaten Lombok Timur och provinsen Nusa Tenggara Barat, i den sydvästra delen av landet, 1 100 km öster om huvudstaden Jakarta. Selong District ligger på ön Lombok Island.